# Campo de concentración de Gusen II
El Campo de concentración Gusen II (KZ Gusen II) se creó oficialmente en marzo de 1944 como ‘’’campo de trabajo de las Waffen-SS’’’. Este campo se construyó apresuradamente a unos centenares de metros al oeste de  KZ Gusen I en el distrito de Langenstein (Austria) y acabó conteniendo 16 000 prisioneros, que trabajaron en la construcción de B8 Bergkristall y en la producción militar que se desarrolló en dichas instalaciones.

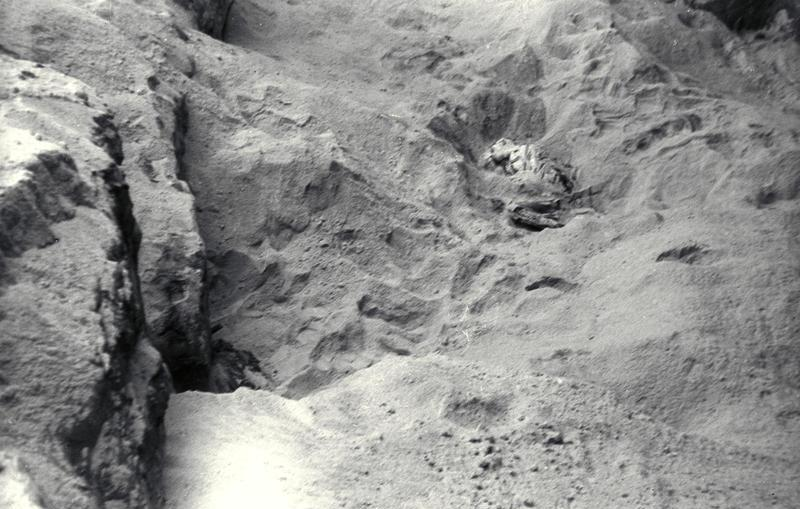
Los muertos y los moribundos eran abandonados en la arena.

Las condiciones de vida y de trabajo de este campo eran de las peores de todo el  sistema concentracionario nazi. Parte de los prisioneros fueron deportados a Gusen II directamente desde Auschwitz. La esperanza media de vida de un prisionero sano era de unos cuatro meses, pero en el caso de los judíos dedicados a la construcción de túneles en Bergkristall era de una semana. Varios millares de prisioneros de KZ Gusen II fueron trasladados durante la primavera de 1945 al llamado campo médico de  KZ Mauthausen para ser asesinados allí.

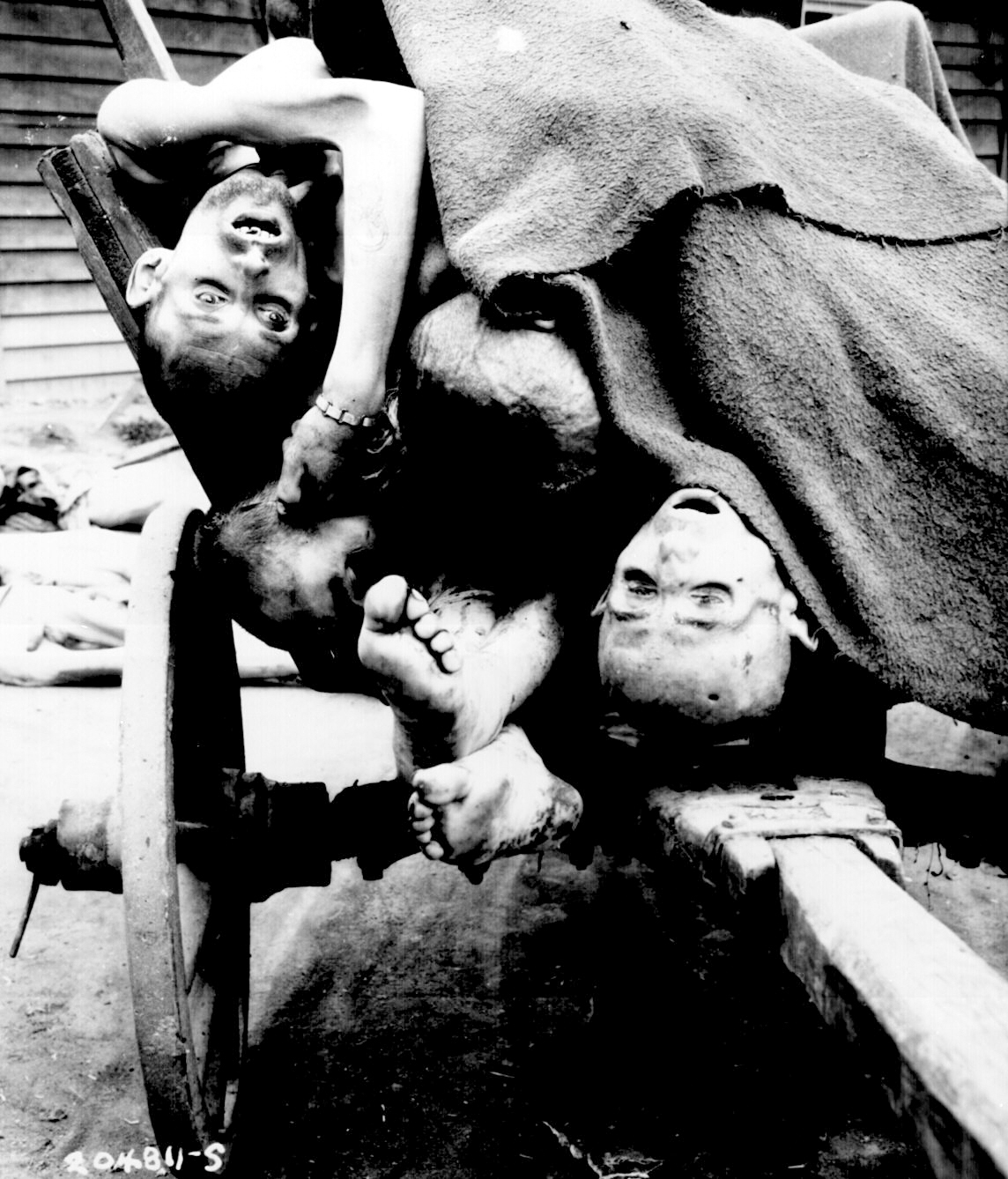
Acabada la guerra, los civiles de la zona hubieron de enterrar dignamente a víctimas de KZ Gusen.

## Condiciones de vida y condiciones de trabajo
Las condiciones de vida y de trabajo de Gusen II se consideran las peores de todo el sistemas Mauthausen/Gusen. La mayoría de los prisioneros de Gusen II durante 1944 eran deportados procedentes de Auschwitz, que lo calificaron como ‘’’el infierno del infierno’’’. Las condiciones del campo eran extremadamente primitivas, reinaba la suciedad y las condiciones higiénicas eran catastróficas. Había prisioneros que carecían de cama, de ropa o de agua potable, lo que facilitaba el surgimiento de epidemias. Las tareas de vigilancia las cubrían cerca de 2000 miembros de la Luftwaffe, que a partir del verano de 1944 fueron puestos bajo el mando directo de las Waffen-SS. También se asignaron profusamente tareas a prisioneros criminales profesionales, lo que exacerbaba los ya acuciantes problemas del resto de los prisioneros. Los prisioneros judíos estaban encerrados en un campo aparte, el llamado ‘’’Judenlager’’’ (campo judío).

## Importancia estratégica y liberación
El campo era la fuente de mano de obra para la construcción de B8 Bergkristall y el ‘’Block E’’’ de Gusen I. Para eliminar testigos y mantener el secreto de las instalaciones militares subterráneas  Himmler ordenó un plan según el cual B8 Bergkristall y Kellerbau debían dinamitarse con todos los prisioneros de KZ Gusen I, Gusen II y  KZ Mauthausen en su interior.

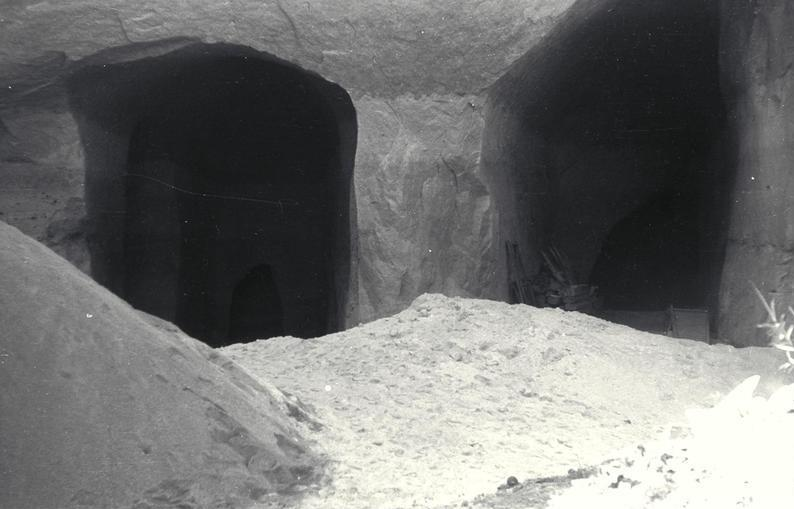
Acceso para prisioneros. B8 Bergkristall

El 2 de mayo de 1945 el delegado del  CIRC Louis Häfliger supo del plan de Himmler por boca del SS-Obersturmführer Guido Reimer, responsable de contraespionaje y lucha contra el sabotaje del campo y decidió hacer todo lo que estuvo en su mano para evitar la voladura de los túneles y el asesinato de los prisioneros. El 4 de mayo Häftliger, con la ayuda de Reimers, requisó un coche de las SS y lo puso bajo la bandera de la Cruz Roja. Durante las primeras horas del día siguiente Häftliger y Remier se dedican a recorrer el terreno en busca de tropas aliadas. Gracias a la ayuda del teniente de alcalde de St. Georgen an der Gusen encuentran una patrulla de 23 soldados de la 11.ª División Acorazada del Tercer Ejército de los EE. UU., comandada por el Sargento Albert J. Kosiek. Häftliger convence al comandante de que entregue el campo y logra desactivar los explosivos colocados en diversos puntos de St. Georgen an der Gusen. La cifra de prisioneros que fueron liberados en aquel momento varía según las fuentes, pero está entre los 40 000 y los 60 000 personas.

## Elementos funcionales

### Campo de prisioneros. 1944 y 1945
Los prisioneros estaban alojados en un total de 18 barracones que se fueron construyendo gradualmente y que estaban rodeados por una valla electrificada con torres de vigilancia de madera. Dentro del campo de prisioneros había un barracón de lavandería que atendía a 16 000 prisioneros y también una cocina para los prisioneros. Había dos enfermerías, una instalada en el Barracón 13 a finales de 1944 y otra en el Barracón 16 a partir de enero de 1945.

### Edificios de las SS. 1944 y 1945
Había cuatro edificios para alojar a los guardias de las SS y otro más que hacía las funciones de puesto de mando del campo. Para los desplazamientos diarios de los prisioneros entre B8 Bergkristall y Sankt Georgen an der Gusen había una vía de tren y un camino que discurría paralelo ella. Todo el camino discurría entre alambradas.

## Comandos a los que trabajaban los prisioneros
Los prisioneros eran utilizados por Deutsche Erd- und Steinwerke GmbH (DEST), una empresa creada por las SS, que los ponía al servicio de proyectos desarrollados por el Reichsluftfahrtministerium, el Reichsführer-SS y ‘’’Messerschmitt GmbH Regensburg’’’. En Bergkristall los prisioneros se utilizaron para construir las instalaciones repartidos en los comandos
el comando  "Pötschgrube" (el comando que cavaba los túneles en la antigua cervecera), el comando "Möglegrube" (que cavaba los túneles en el pozo de extracción de arena de Mariengrube), el comando "Beton" (que trabajaba con hormigón armado), el comando "Ausbau" (que se encargaba de finalizar los túneles), el comando "Lagerplatz" (que almacenaba la madera que se usaba en las obras), el comando  "Bahnhof" (que se encargaba de la carga que llegaba en vagones de tren), el comando "Transportkolonne" (que tenía que mover los materiales de construcción), el comando "Elektriker" (que tenía que hacer las instalaciones eléctricas), el comando "Geometer" (el comando de topografía) y muchos otros más. Los comandos de prisioneros que trabajaban produciendo en las instalaciones de Bergkristall estaban repartidos entre el comando de construcción y el de reparación de tanques, el de ensamblaje de carlingas, el de chapistería y el de soldadura por puntos.

## Personal clave
El mando del campo lo tenía el  Schutzhaftlagerführer I de KL Gusen I, SS-Hauptsturmführer Fritz Seidler; a partir de marzo de 1945 esas funciones las cubrió el SS-Hauptscharführer Franz Gottfried Schulz y a partir de abril de 1945 fue responsabilidad del SS-Hauptsturmführer Max Pausch. Por debajo de estos estaba el Rapportführer SS-Obersturmführer Richard Bendel (1944 y 1945) y los  prisioneros-funcionarios. Entre estos estaban el  Lagerkapo Hans van Loosen, el Lagerschreiber I (administrativo) Leitzinger, el Lagerschreiber II (encargado de parte de la organización del trabajo) que hasta enero de 1945 fue Franz Gruschka y desde esa fecha Antoni Lisiecki. El ‘’’Blockleiter’’’ del campo era  Karl Albrecht.

## Publicaciones
- Bernard Aldebert: Gusen II - Leidensweg in 50 Stationen. Elisabeth Hölzl (ed. y traductora). Bibliothek der Provinz, Weitra 1997, ISBN 3-85252-145-9
- Joseph Fisher: The Heavens were Walled In, New Academic Press, Vienna 2017, ISBN 978-3-7003-1956-6
- Rudolf A. Haunschmied, Jan-Ruth Mills, Siegi Witzany-Durda: St. Georgen-Gusen-Mauthausen - Concentration Camp Mauthausen Reconsidered. BoD, Norderstedt 2008, ISBN 978-3-8334-7440-8
- Rudolf A. Haunschmied: The Gusen II Jew Camp and the Messerschmitt Bergkristall underground plane factory in St. Georgen on the Gusen. In: Joseph Fisher: The Heavens were Walled In, New Academic Press, Vienna 2017, p. 175 ff. ISBN 978-3-7003-1956-6
- Mura Giuseppe (ed.): L´animo degli offesi - storia di Modesto Melis da Carbonia a Mauthausen (Gusen II) e ritorno, Giampaolo Cirronis Editore, Iglesias 2013, ISBN 978-88-97397-11-3